# Umm al-Tuyour, Tỉnh Hama
Umm al-Tuyour (tiếng Ả Rập: أم الطيور, cũng đánh vần là Umm al-Tiyur) là một ngôi làng ở phía tây bắc Syria, một phần hành chính của Tỉnh Hama, nằm ở phía tây Hama. Các địa phương lân cận bao gồm Kafr al-Tun ở phía đông bắc, Maarzaf ở phía bắc, Aqrab ở phía tây bắc, Deir al-Salib ở phía tây nam, Billin ở phía nam, al-Rabiaa ở phía đông nam và Tayzin ở phía đông. Theo Cục Thống kê Trung ương Syria (CBS), Umm al-Tuyour có dân số 2.588 người trong cuộc điều tra dân số năm 2004. Cư dân của nó chủ yếu là Alawites.